# Ljudstva z morja
Ljudstva z morja so bili konfederacija pomorskih ljudstev, ki so v srednji in pozni bronasti dobi (1200–900 pr. n. št.) napadala Egipt in druge sredozemske regije. Njihov izvor je nezanesljiv. Domneva se, da so izvirali iz Male Azije, egejskih in sredozemskih otokov in južne Evrope. Njihove selitve na arheoloških najdbah niso nikjer omenjene, domneva pa se, da so pluli po vzhodnem Sredozemlju in proti koncu bronaste dobe napadali Anatolijo, Sirijo, Fenicijo, Kanaan, Ciper in Egipt.
Izraz "ljudstva z morja" (francosko peuples de la mer) je prvi uporabil francoski egiptolog Emmanuel de Rougé leta 1855 v opisu reliefov na drugem pilonu templja v Medinet Habuju, ki opisujejo 8. leto vladanja Ramzesa III. Gaston Maspero, de Rougéov naslednik na Collège de France, je v poznem 19. stoletju izraz populariziral in dodal migracijsko teorijo, v katero je v 1990. letih podvomilo veliko znanstvenikov.
Ljudstva z morja ostajajo v očeh večine sodobnih znanstvenikov neprepoznana, hipoteze, ki se nanašajo na različne skupine, pa so večinoma ugibanja. Obstoječe teorije jih enačijo z več egejskimi plemeni, plenilci iz osrednje Evrope, razkropljenimi vojaki, ki so se začeli ukvarjati s piratstvom ali postali begunci, in jih povezujejo z naravnimi nesrečami kot so potresi in klimatske spremembe.

## Zgodovina izraza
Izraz "ljudstva z morja" je prvi uporabil kustos muzeja Louvre Emmanuel de Rougé leta 1855 v opisu bitke Ramzesa III., upodobljene na drugem pilonu templja v Medinet Habuju. Leta 1867 je objavil Povzetek razprave o napadih ljudstev iz Sredozemlja na Egipt v 14. stoletju pr. n. št.  Osredotočil se je predvsem na bitke Ramzesa II. in Merneptaha. Ko je ge Rougé postal predstojnik za egiptologijo na Collège de France, ga je na položaju kustosa nasledil Gaston Maspero. Maspero je nadaljeval de Rougéovo delo in leta 1896/96 objavil knjigo Spopad narodov, v kateri je podrobno opisal tudi svojo teorijo o pomorskih selitvah. Njegovo teorijo so egiptologi in orientalisti sprejeli kot splošno veljavno teorijo, v katero so podvomili šele v 90. letih 20. stoletja.
Zgodovinske pripovedi o ljudstvih z morja temeljijo predvsem na sedmih staroegipčanskih virih, četudi v njih nobeno od omenjenih ljudstev niti na enem mestu ni povezano z izrazom  "z morja". Izraz "ljudstva z morja" se običajno nanaša na naslednjih devet ljudstev, naštetih po abecedi:
| Denjen  | d3jnjw  | "na njihovih otokih"                    | 1872       | Chabas                              | Grki (Danaoi/Danajci) | Izraelsko pleme Dan                               |
| Ekueš   | jḳ3w3š3 | "s pomorskih dežel"                     | 1867       | de Rougé                            | Grki (Ahajci)         |                                                   |
| Lukka   | rkw     |                                         | 1867       | de Rougé                            | Likijci               |                                                   |
| Peleset | prwsṯ   |                                         | 1846       | William Osborn ml. in Edward Hincks | Filistejci            |                                                   |
| Peleset | prwsṯ   | 1872                                    | Chabas     | Pelazgi                             |                       |                                                   |
| Šekeleš | š3krš3  | "z dežel na morju" (sporno)             | 1867       | de Rougé                            | Sikuli (Sicilci)      | Kikladi                                           |
| Šerden  | š3rdn   | "z morja" "iz pomorskih dežel" (sporno) | 1867       | de Rougé                            | Sardinci              | Sporadi                                           |
| Tereš   | twrš3   | "z morja"                               | 1867       | de Rougé                            | Tirenci               | Troja                                             |
| Tjeker  | ṯ3k3r   |                                         | 1867, 1872 | Lauth, Chabas                       | Tevriki               | Zakros, Kreta                                     |
| Vešeš   | w3š3š3  | "z morja"                               | 1872       | Chabas                              | Grki (Ahajci)         | Izraelsko pleme Ašer, pri drugih neidentificirano |

## Primarni viri
Napisi v Medinet Habuju, iz katerih se je razvil pojem ljudstev z morja, so še vedno "osnova za tako rekoč vse pomembne razprave o njih".
Tri med seboj neodvisne egipčanske pripovedi omenjajo več kot eno od devetih ljudstev, ki se pojavljajo v skupaj šestih virih. Sedmi, nedavno odkrit vir, ni pripoved, ampak seznam (Onomastikon) 610 entitet. Vsebina omenjenih sedmih virov je povzeta v naslednji preglednici.
| Datum                 | Pripoved                | Vir(i)                 | Imenovano ljudstvo                                     | Povezava z morjem                                                |
| --------------------- | ----------------------- | ---------------------- | ------------------------------------------------------ | ---------------------------------------------------------------- |
| okoli 1210 pr. n. št. | Ramzes II. (pripoved)   | Kadeški napisi         | Karkiša, Lukka, Šerden                                 | brez                                                             |
| okoli 1210 pr. n. št. | Merneptah (pripoved)    | Veliki karnaški napis  | Ekveš, Lukka, Šekeleš, Šerden, Tereš                   | Ekveš (dežela na morju), morda tudi Šerden in Šekeleš            |
| okoli 1210 pr. n. št. | Merneptah (pripoved)    | Atribiška stela        | Ekveš, Šekeleš, Šerden, Tereš                          | Ekveš (dežela z morja)                                           |
| okoli 1150 pr. n. št. | Ramzes III. (pripoved)  | Tempelj Medinet Habu   | Denjen, Peleset, Šekeleš, Šerden, Tereš, Tjeker, Vešeš | Denjen (na njegovih otokih), Tereš (na morju), Šerden (na morju) |
| okoli 1150 pr. n. št. | Ramzes III. (pripoved)  | Papirus Harris I       | Denjen, Peleset, Šerden, Tjeker, Vešeš                 | Denjen (na njegovih otokih), Vešeš (na morju)                    |
| okoli 1150 pr. n. št. | Ramzes III. (pripoved)  | Retorična stela        | Peleset, Tereš                                         | brez                                                             |
| okoli 1100 pr. n. št. | Seznam (brez pripovedi) | Amenopejev Onomastikon | Denjen, Luka, Peleset, Šerden, Tjeker                  | brez                                                             |

### Pripoved Ramzesa II.
Ljudstva z morja so na splošno ali še posebej omenjena v opisih dveh vojnih pohodov Ramzesa II., faraona iz militantne Devetnajste dinastije: v operacijah v delti Nila ali v njeni bližini v 2. letu vladanja in velikem spopadu s Hetiti in njihovimi zavezniki v bitki pri Kadešu v 5. letu njegovega vladanja. Natančen začetek in konec njegovega dolgega vladanja nista znana, oba spopada pa sta se zagotovo zgodila v prvi polovici 13. stoletja pr. n. št.
V 2. letu vladanja je odbil napad Šerdenov (ali Šardanov) v Nilovi delti in ujel nekaj piratov. Dogodek je dokumentiran na Taniški steli II. Napis govori tudi o nenehni nevarnosti, ki jo predstavljajo Šerdeni za mediteranske obale Egipta:
Nepokorni Šerdeni, za katere nihče ni nikoli vedel, kako se z njimi boriti, so pogumno pripluli z odprtega morje in nihče se jim ni mogel upreti.
Šerdenske ujetnike je Ramzes kasneje vključil v egipčansko vojsko in jih poslal na hetitsko fronto v Sirijo. Sodelovali so tudi v bitki pri Kadešu. Druga stela, ki se običajno omenja skupaj s Taniško, je Asuanska stela (v Asuanu je tudi več drugih stel). Slednja omenja faraonove operacije, v katerih je porazil številna ljudstva, tudi tista iz Velike zelene dežele (Sredozemlje). Steli morda omenjata isti dogodek in se dopolnjujeta.
Bitka pri Kadešu je bila sklepni dogodek faraonovega pohoda proti Hetitom v 5. letu njegovega vladanja. Faraonova vojska, razdeljena na štiri divizije, je padla v hetitsko zasedo in bila tik pred popolnim porazom, prihod okrepitev pa je to preprečil. Faraon se je moral umakniti in Kadeš prepustiti Hetitom.
Ramzes je po vrnitvi v Egipt napisal obrazec uradnega opisa bitke, tako imenovan "Bilten" (Poročilo), ki se je na široko objavil po celem Egiptu. V templjih in na reliefih v Abidosu, Karnaku, Luksorju in Abu Simbelu je ohranjenih deset kopij Biltena. 
Opis bitke se je ohranil tudi v "Pesnitvi", pisani v verzih. Pesnitev omenja, da ujeti Šerdeni niso samo delali za faraona, ampak so zanj izdelovali tudi načrte bitk. Razdelitev vojske na štiri divizije na pohodu v Sirijo naj bi bila prav njihova zamisel. V zapisih ni nobene omembe, da so to naredili v sodelovanju s Hetiti ali iz kakšnih sovražnih nagibov.
Pesnitev našteva ljudstva, ki so prišla v Kadeš, kot hetitski zavezniki. Med njimi so nekateri pomorska ljustva, že omenjena v egipčanskih napisih, in številna ljudstva, ki so se kasneje udeležila velikih selitev v 12. stoletju pr. n. št.

### Merneptahova pripoved
Največji dogodek med vladanjem faraona Merneptaha (1213-1203 pr. n. št.), četrtega vladarja Devetnajste dinastije, je bila bitka proti konfederaciji "Devet lokov" v Pereireju v zahodni delti Nila v petem in šestem letu njegovega vladanja. Plenjenje omenjene konfederacije je bilo tako resno, da so pokrajine opustele "kot pašniki, zapuščeni že v naših prednikov".
Faraonova akcija proti konfederaciji je dokumentirana v pripovedi, najdeni v treh virih. Najbolj podrobni opisi bitke so v Velikem karnaškem napisu in dveh krajših različicah na Atribiški steli in Kairskem stebru. Kairski steber je del večjega  granitnega stebra, razstavljen v Kairskem muzeju. Na stebru sta samo dva čitljiva stavka. Prvi potrjuje, da gre za 5. leto faraonovega vladanja, drugi pa pravi: "bedni poglavar Libije je napadel z ——, ki so bili možje in žene, Šekeleš (S'-k-rw-s) ——".
Atribiška stela je granitna stela, odkrita v Atribisu v Spodnjem Egiptu. Napise na njej je prvi objavil Maspero leta 1883.
Merneptahova stela opisuje obdobje miru, ki je bilo posledica egipčanske zmage, Ljudstev z morja pa ne omenja.
Zvezo Devet lokov je vodil kralj Libije, povezan tudi z nedavnim uporom v Kanaanu, v katerem so sodelovali Gaza, Aškelon, Jenoam in Izraelci. Katera ljudstva so tvorilaDevet lokov, ni znano, bitke pa so se zagotovo udeležili Libijci in nekaj sosednjih Mešvešov, v uporu, ki je bil neodvisen od bitke in se je zgodil morda naslednje leto, pa so sodelovala ljudstva iz vzhodnega Sredozemlja, vključno s Hetiti, Sirci in, prvič v zgodovini, Izraelci. V prvih vrsticah Karnaškega napisa je omenjenih nekaj ljudstev z morja, ki so v vzhodno delto priplula iz Kirene v Libiji:
[Začetek zmage, ki jo je njegovo veličanstvo doseglo v deželi Libiji] –i, Ekveš, Tereš, Lukka, Šerden, Šekeleš, severnjaki, ki so prišli iz vseh dežel.
V nadaljevanju napisa dobi Merneptah novice o napadu:
Bedni, propadli poglavar Libije Merjej, sin Deda, je vdrl v deželo Tehenu s svojimi lokostrelci – Šerdeni, Šekeleši, Ekveši, Lukanci, Tereši. Vzel je vse najboljše od vsakega vojščaka in vse može iz svoje dežele. S seboj je pripeljal svojo ženo in otroke – vodje tabora, in na poljih Perire dosegel (našo) zahodno mejo.
Ko je njegovo veličanstvo slišalo poročilo, je bilo besno kot lev.
Faraon je zbral svoj dvor in imel spodbuden govor. Kasneje je sanjal, da je srečal Ptaha, ki mu je dal meč in rekel: "Vzemi ga in preženi svoje strahopetno srce". Ko so lokostrelci prišli bliže, "je bil z njim Amon kot ščit". Po šest urah bitke so se preživeli Devet lokov odložili svoje orožje, pustili svojo prtljago in podložnike in bežali za svoje življenje. Merneptah poroča, da je porazil napadalce, ubil 6.000 vojakov in zajel 9.000 ujetnikov. Da bi bil prepričan, da je število pravo, je, med drugim, pobral penise vseh neobrezanih mrtvih sovražnikov in dlani vseh obrezanih. Iz tega sledi, da so bili Ekveši obrezani, to pa vnaša nekaj dvoma v to, da so bili Grki.

### Pripoved Ramzesa III.
Ramzes III., drugi faraon egipčanske Dvajsete dinastije, ki je vladal skoraj celo prvo polovico 12. stoletja pr. n. št., se je soočal s kasnejšimi valovi napadov Ljudstev z morja. Najbolj dokumentirani so vdori v 8. letu njegovega vladanja. Opisani so v dveh dolgih napisih v njegovem pogrebnem templju v Medinet Habuju. Napisa se med seboj nekoliko razlikujeta.
Dejstvo, da je okoli leta 1175 pr. n. št. propadlo več bližnjevzhodnih civilizacij, je privedlo do domneve, da so bila za konec hetitskega, mikenskega in mitanskega kraljestva kriva tudi Ljudstva z morja. Ameriški hetitolog Gary Beckman je o tem napisal:
Datum uničenja Hetitskega kraljestva je omenjen na napisu v Medinet Habuju v Gornjem Egiptu. Zgodilo se je v 8. letu vladanja Ramzesa III. oziroma leta 1175 pr. n. št. Besedilo pripoveduje o tedanji veliki selitvi ljudstev v vzhodnem Sredozemlju, zaradi katere so bile "številne države razbite in uničene. Nobena države so ni mogla zoperstaviti njihovemu orožju. Hati, Kizuvatna, Karkemiš, Arzava in  Alasija so bile posekane".
Ramzesove podatke o razsežnosti silnega napada Ljudstev z morja potrjujejo uničenja držav Hati, Ugarit, Aškelon in Hazor. Hetitolog Trevor Bryce ugotavlja:
Invazija ni bila samo vojaška operacija, ampak selitev velikih populacij, ki so po kopnem in morju iskala zemljo za svojo naselitev.
 "V srca njihovih poglavarjev se je naselil velik strah pred menoj. Ujel sem njihove bojevnike (phrr), jih zvezal in pripeljal tvojo ka, moj veličastni oče. – – – – –. Pridi in jih vzemi. Med njimi so Peleseti (Pw-r'-s'-t), Denjeni (D'-y-n-yw-n') in Šekeleši (S'-k-rw-s). Tvoja moč je bila tista, ki je bila pred mano, ki je zrušila njihovo seme, tvoja moč, gospodar bogov."

Na desni strani pilona je "Veliki napis na Drugem pilonu", ki vsebuje naslednje besedilo:
"Tuje dežele so na svojih otokih skovale zaroto proti nam. Vse dežele so se iz strahu pred njimi umaknile in se razbežale. Nobena se ni mogla upreti njihovemu orožju, od Hetitov, Kadeša, Karkemiša in Arzave do Alašije. Vse naenkrat so bile posekane. Njihov tabor je stal v Amurruju. Vse dežele so tako opustošili, kot da niso nikoli obstajale. Prodirali so naprej proti Egiptu, medtem pa se je proti pripravil velik plamen. V njihovi konfederaciji so bili združeni Peleseti, Tjekerji, Šekeleši, Denjeni in Vešeši. Svoje roke so položili na dežele vse do obzorja. Njihova srca so bila samozavestna in zaupljiva: "Naši načrti bodo uspeli!""
Njegovo trditev potrjujejo reliefi Ramzesa III. v templju Medinet Habuju: pelesetske in tjekerske vojščake, ki so se borili proti Ramzesu III., spremljajo žene in otroci na vozovih z volovsko vprego. 
Napisi Ramzesa III. v njegovem pogrebnem templju v Medinet Habuju omenjajo tri zmagovite pohode proti Ljudstvom z morja v 5., 8. in 12. letu faraonovega vladanja, ki so verjetno resnični. Omenjajo tudi tri lažne pohode: proti Nubijcem in Libijcem v 5. letu in Libijcem iz Azijcem v 11. letu vladanja. V 8. letu njegovega vladanja so nekaj vojaških operacij proti Ljudstvom z morja izpeljali tudi Hetiti.
Pohod v 5. letu Ramzesovega vladanja je opisan na notranji strani zahodnega zidu drugega tempeljskega dvorišča. Od napadalcev so znani samo Peleseti in Tjekerji, ker je drug del seznama uničen. Napad je sta po morju in kopnem izvedli dve vojski. Ramzes III. jih je čakal v izlivu Nila in ujel njihovo ladjevje v past. Napadalce po kopnem je porazil v ločeni bitki.
Ljudstva z morja se iz poraza niso nič naučila in doživela zelo podoben poraz v 8. letu Ramzesovega vladanja. Pohod je obširno opisan na notranji strani severozahodnega zidu prvega dvorišča. Mogoče je, da je na obeh mestih opisan isti pohod, kar pa ni potrjeno.
Devet lokov so se ponovno pojavili v 8. letu vladanja Ramzesa III. Tokrat so zagotovo pripadali Ljudstvom z morja, ker so bili med njimi Peleseti, Tjererji, Šekeleši, Denjeni in Vešeši, v opisu omenjeni kot tujci. Utaborili so se v Amurruju in poslali ladjevje proti Egiptu.
Faraon jih je tudi tokrat čakal. V ta namen je dal zgraditi posebno ladjevje in na izlivu Nila postavil opazovalce. Napadalci so padli v zasedo. Njihove ladje so se prevrnile, posadke utonile, preživele pa so Egipčani pobili na bregovih Nila. 
Egipčani so v bitki v Djahiju "v severnih deželah" uničili tudi napadalčevo kopensko vojsko in ujeli poglavarje Hetitov, Amurruja in Šasuja, ki so spadali med kopenske država in Tjekerjev, Šerdenov, Terešev in Pelesetov (ali Pelazgov) z morja.
Pohod v 12. letu faraonovega vladanja je dokazan na Južni steli karnaškega templja. Na njej so omenjeni Tjekerji, Peleseti, Denjeni, Vešeši in Šekeleši.
Papirus Harris I, odkrit za templjem, omenja velik pohod Ranzesa III. proti Ljudstvom z morja, ne omenja pa njegovega datuma. Napis pravi: "Posekal sem Denjene (D'-yn-yw-n) na njihovih otokih in požgal Tjeker in Pelest", kar kaže na pomorski napad nanje. Ujel je nekaj Šerdenov in Vešešov in jih naselil v Egiptu. Ker faraon sam sebe naslavlja z "vladar Devet lokov", se je to zgodilo verjetno v 8. letu njegovega vladanja. Svoje ladjevje je po zmagi v bitki na Nilu verjetno za kazensko odpravo po Sredozemlju.
Podobna pripoved je na Retorični steli Ramzesa III. v kapeli C v Deir el-Medini.

### Amenopejev onomastikon
Amenopejev onomastikon ali Amenemipitov (amen-em-apt) onomastikon (slovensko imenik, poimenski slovar ali imenski seznam) daje nekaj zaupanja v trditev, da so faraoni v ramzeškem obdobju (1292 pr. n. št.–1189 pr. n. št.) Ljudstva z morja naselili v Kanaanu. Onomastikon je bil napisan okoli leta 1100 pr. n. št. proti koncu Enaindvajsete dinastije, v kateri je vladalo veliko kratkoživih faraonov. Dokument je preprost seznam imen. Šestim krajevnim imenom, od katerih so štiri iz Filisteje, sledijo Šerdeni (vrstica 268), Tjekerji (vrstica 269) in Peleseti (vrstica 270), ki bi lahko bili naseljeni v omenjena mesta. Zgodba o Unamonu (ali Unamonovo potovanje), napisana na papirusu iz istega skrivališča, jih umešča v Tel Dor na severu sedanjega Izraela. Dejstvo, da je bilo svetopisemsko pomorsko pleme Dan sprva naseljeno med Filistejci in Tjekerji, kaže, da gre morda za Denjene. Zgleda, da so bili Šerdeni naseljeni okoli Megida in v dolini Jordana, Vešveši (svetopisemsko ljudstvo Ašer) pa bolj proti severu.

## Drugi dokumentirani zapisi

### Egipčanski viri, ki omenjano samo eno ljudstvo
Nekateri egipčanski viri omenjajo samo po eno ljudstva z morja.
Amarnska pisma, napisana okoli sredine 14. stoletja pr. n. št., omenjajo naslednja ljudstva:
- EA 151 omenja Denjene v odlomku, ki omenja smrt njihovega kralja.
- EA 38 omenja Lukance in jih obtožuje, da so skupaj z Alasijo (Ciper) napadli Egipčane; za slednje v nadaljevanju piše, da so Lukanci zasegli njihove vasi.
- EA 81, EA 122 in EA 133 omenjajo Šerdene. V pismu EA 81 je omenjen Šerden, ki je bil verjetno dezertirani najemnik, v drugem pismu pa so omenjeni trije Šerdeni, ki jih je posekal egipčanski nadzornik.[72]

Na Padiisetovem kipu je omenjen Peleset, na Kairskem stebru Šekeleš, v Venamonovi zgodbi Tjeker. Šerdeni so omenjeni v trinajstih različnih virih.

### Kanaanski viri
Najstarejša etnična skupina ki se je kasneje štela za eno od Ljudstev z morja, naj bi bila omenjena v egipčanskih hieroglifih na obelisku v Biblosu, ki ga je odkril Maurice Dunand v mestnem templju. Napis omenja kwkwn, sina rwqq- (ali kukuna, sina lukka). Napis je preveden kot Kukunnis, sin Lukke , "Likijec". Navedena sta dva mogoča datuma zapisa: 2000 ali 1700 pr. n. št.
Nekaj ljudstev z morja je omenjenih v štirih ugaritskih pismih. Zadnja tri, kot kaže, nakazujejo uničenje mesta okoli leta 1180 pr. n. št. Pisma so zato datirana v zgodnje 12. stoletje pr. n. št. Zadnji ugaritski kralj Amurapi (vladal okoli 1191-1182 pr. n. št.) je v besedilih omenjen kot dokaj mlad mož.
- RS 34.129, najstarejše pismo, so odkrili na južni strani mesta. Pismo mestnemu prefektu je pisal verjetno hetitski kralj Šupiluliuma II. V njem piše, da je ukazal ugaritskemu kralju, naj mu pošlje Ibnadušuja, da ga bo zaslišal. Kralj je bil tako neodgovoren, da na pismo ni odgovoril, zato Šupiluliuma zahteva, da mu omenjenega človeka pošlje prefekt. Iz vsebine je razvidno, da odnosi med Hetiti in Ugaritom niso bili vzorni. Ibnadušu je bil ugrabljen in je živel med Šikali, morda Šekeleši, "ki so živeli na ladjah". Pismo se na splošno razlaga kot kraljev poskus vojaške špijonaže.[79]

- RS L 1, RS 20.238 in RS 20.18 so del zbirke iz Rapanujevega arhiva dopisov med Amurapijem in Ešuvaro, velikim nadzornikom Alasije (Ciper). Amurapi obvešča Ešuvaro, da je na morju opazil ladjevje dvajsetih sovražnih ladij. Ešuvara v odgovoru od Amurapija zahteva, naj mu sporoči položaj njegovih sil in trenutni položaj sovražnih ladij.[69] Na žalost niti Alesija niti Ugarit nista imela dovolj moči, da bi odbila napad Ljudstev z morja in sta bila uničena. Amurapijevo pismo RS 18.147 kralju Alasije je bilo dejansko odgovor na njegovo prošnjo za vojaško pomoč. Amurapi v njem opisuje obupno stanje v Ugatitu[80] in hkrati prosi za pomoč podkralja Karkemiša, ki je ravno preživel napad Ljudstev z morja. V Karkemišu je vladal kralj Kuzi-Tešub I., sin Talmi-Tešuba in sodobnik zadnjega hetitskega kralja Šupiluliume II.[81] Njegovo majhno cesarstvo je od okoli 1175-990 pr. n. št. segalo "od jugovzhodne Anatolije in Sirije do zahodnega zavoja Evfrata".[82] Podkralj je lahko Amurapiju ponudil samo nekaj spodbudnih nasvetov.[83]

## Hipoteze o identiteti Ljudstev z morja=
V preteklosti so se izoblikovale številne hipoteze o identiteti in motivih Ljudstev z morja, ki niso nujno alternativne ali protislovne. Vse so lahko večinoma ali deloma resnične.

### Zgodovinski kontekst regionalnih migracij
Tablice iz Pilosa iz pozne egejske bronaste dobe, pisane v linearni pisavi B, omenjajo vedno bolj razširjene love na sužnje in širjenje vojaških najemnikov in nomadskih ljudstev in njihovo ponovno naselitev. Resnična identiteta Ljudstev z morja je zaradi zelo redkih omemb v pisnih virih in redkih arheoloških najdb za sodobne znanstvenike še vedno uganka. 
Egipčani so očitno poznali njihovo identiteto in motive. V Egiptu so iskali zaposlitev ali so imeli z njim diplomatske stike več stoletij pred propadom pozne bronaste dobe. Nekatere njihove skupine, na primer Šerdeni ali Šardani, so bili vojaški najemniki faraona Ramzesa II.
Pred tretjim vmesnim obdobjem Egipta (15. stoletje pr. n. št.) so se v Levantu pojavila imena pastirskih nomadskih ljudstev, ki so zamenjala prejšnja, v egipčanskih virih imenovana 'prw ('Apiru ali Habiru). Nova ljudstva so imenovali  š3sw (Šasu), kar pomeni "tisti, ki pešačijo". Britanska arheologinja Nancy Sandars zanje uporablja analogno ime "ljudstva s kopnega". V primarnih asirskih zapisih se omenjajo kot Ahhlamu ali Pohajkovalci. Slednji niso bili na egipčanskem seznamu Ljudstev z morja in se kasneje omenjajo kot Aramejci.
Nekatera ljudstva, na primer Lukanci, so na seznamu pomorskih in kopenskih ljudstev.

### Filistejska hipoteza
Arheološki dokazi z južne obalne ravnine starodavne Palestine, v hebrejski Bibliji omenjene kot Filisteja, kažejo na prekinitev kanaanske kulture v pozni bronasti dobi in njeno nadomestitev (z delnim povezovanjem) s tujo kulturo, morda egejskega izvora. Lončenina je na začetku pripadala mikenski kulturi III, čeprav je bila izdelana v Filisteji, potem pa se je postopoma preobrazila v značilno dvobarvno filistejsko lončenino: Logičen zaključek ugotovitve bi lahko bil, da so bili Filistejci skupina Mikenskih Grkov, ki so se preselili na vzhod. "Filistejsko lončenino" bi bilo bolj primerno imenovati "lončenina ljudstev z morja" brez omenjanja posameznih ljudstev.
Artefakte filistejske kulture so odkrili na številnih mestih, največ med izkopavanji v Aškelonskem Pentapolisu, Ašdodu, Ekronu, Gatu in Gazi. Nekaj znanstvenikov je postavilo teorijo, da filistejska kultura ni imigrantska kultura in da se je razvila in situ iz kanaanske kulture. 
Trude in Moshe Dothan trdita, da so bila naselja v Levantu po njihovem uničenju ponovno naseljena skoraj trideset let pred prihodom Filistejcev. Njihova lončenina helada IIICb kaže tudi na egipčanski vpliv.

### Minojska hipoteza
Dve ljudstvi, ki sta se naselili v Levantu (Tjekerji in Peleseti), sta ohranili običaje, značilne za Kreto. Tjekerji so se s Krete verjetno preselili v Anatolijo in od tam v Dor. Po Stari zavezi je bog Izraelcev Filistejce odpeljal iz Kaftorja. Večina biblicistov in klasičnih zgodovinarjev meni, da je Kaftor istoveten s Kreto, vendar obstaja tudi več drugih teorij. Kreta je bila v tistem času naseljena z ljudstvi, govorečimi več jezikov. Med njimi so bili tudi Mikenski Grki in Eteokrečani, potomci minojsko govorečih prednikov. Mogoče je, da so oboji govorili eteokretski jezik.
Nedavne raziskave izbruha vulkana Santorini so pokazale, da se zgodil med letoma 1660 in 1613 pr. n. št., se pravi več stoletij pred prvim pojavom Ljudstev z morja v Egiptu. Izbruh vulkana je torej malo verjetno povezan z Ljudstvi z morja.

### Grška migracijska hipoteza
Istovetenje Denjenov z grškimi Danajci in Ekvešev z grškimi Ahajci je že zelo dolgo predmet razprav poznavalcev bronaste dobe, bodisi grške, hetitske ali biblijske, predvsem zato, ker so "živeli na otokih". Problematično je predvsem istovetenje Ekvešev z Grki, ker so Ekveši v egipčanskih virih nedvoumno opisani kot obrezani, saj je skoraj neverjetno, da so bili Grki v bronasti dobi obrezani. O hipotetični vlogi Grkov, ki so bili omenjeni tudi kot predniki Filistejcev, Michael Wood pravi:
Bili so ljudstvo z morja, delno sestavljeno tudi iz Mikenskih Grkov – migrantov brez korenin, band vojščakov in condottierjev. Med vojaško opremo in čeladami Grkov in Ljudstev z morja je nekaj očitnih podobnosti.
Wood vključuje tudi Šerdene in Šekeleše in poudarja, da so se grško govoreča migrantska ljudstva takrat naselila tudi na Siciliji in Sardiniji. Grki so torej lahko bili samo element Ljudstev z morja. Njihova delež je bil relativno majhen. Woodova glavna hipoteza je, da so kandidati za plenilce v trojanski vojni proti Troji VI in Troji VII prav Grki iz Ljudstev z morja. Avtor domneva, da je Odisej prevzel identiteto blodečega Krečana, ki je prišel domov iz trojanske vojne, se bojeval v Egiptu in tam služil, potem ko je bil ujet. Ob tem omenja pohod Ramzesa III. v 8. letu njegovega vladanja. V tem času so grško govoreči prišleki naselili tudi na Cipru in obnovili porušena mesta, med njimi tudi Kition.

### Trojanska hipoteza
Tereši so bili po eni strani morda povezani s Tirenci, za katere velja, da so spadali v etruščanski kulturni krog, po drugi pa morda s Taruisi, katere so Stari Rimljani povezovali s Trojo. Rimski pesnik Vergilij to prepričanje opisuje V Eneidi: Enej je bil eden od redkih junakov, ki je preživel propad Troje. Z očetom in sinom je pobegnil v Lacij in ustvaril rodbino, ki se je končala z Romulom, prvim kraljem Rima.

### Mikenska vojna hipoteza
Mikenska teorija predpostavlja, da so bila Ljudstva z morja prebivalci grških mestnih držav z mikensko kulturo, ki so se medsebojno uničile v nizu nekaj destletij trajajočih konfliktov. V konfliktih ni sodeloval noben ali samo nekaj zunanjih napadalcev, ki niso spadali v grško govoreči del egejske civilizacije.
Arheološki dokazi kažejo, da je bilo v 13. in zgodnjem 12. stoletju pr. n. št. uničenih mnogo utrjenih mest v grški domeni. Sredi 20. stoletja so imeli uničenje za sočasno ali skoraj sočasno in so ga pripisovali invaziji Dorcev. Vodilni zgodovinar, ki je zagovarjal to trditev, je bil Carl Blegen z Univrze Cincinnati, ki je trdil, da je bilo v pomorski invaziji s severa (Dorcev) požgano tudi mikensko mesto Pilos. 
Kasnejše analize so se osredotočile na dejstvo, da uničenje le ni bilo sočasno in da so se Dorci pojavili kasneje. John Chadwick je uničenje pripisal Ljudstvom z morja. Trditev je podprl z dejstvom, da se je prebivalstvo Pilosa umaknilo na severovzhod, ker je napad prišel z jugozahoda, najverjetnejši kandidati za napadalce pa so bila Ljudstva z morja. Chadwick trdi, da so imela Ljudstva z morja bazo v Anatoliji in dvomi, da so Mikenci sami sebe imenovali "Ahajci", lahko pa bili z njimi povezani. Za Ljudstva z morja trdi, da niso bila vsa grškega porekla.
Glede na turbulence med velikimi družinami v mikenskih mestnih državah in znotraj njih, prikazane v grški mitologiji, ima hipoteza, da so se medsebojno uničili v dolgoletnih sporih, nekaj podpore v zapisih starogrškega zgodovinarja Tukidida, ki pravi:
V starih časih so se Heleni in barbari na obali in otokih ... skušali obrniti k piratstvu pod vodstvom svojih najmočnejših mož ... vpadali so v mesta brez obrambnih obzidij … jih oplenili … takšni dosežki niso bili sramotni, amak so z njimi pridobili celo nekaj slave.
Nekateri avtorji imajo vse Mikence ali Ljudstva z morja v filistejskih in grških migracijah za etnične Grke, drugi pa v njih vidijo večetnično skupnost.

### Nuraška in italijanska hipoteza
Nekateri arheologi so prepričani, da so bili Šerdeni istovetni z nuraškimi Sardinci.
Teorije o mogočih povezavah Šerdenov s Sardinijo, Šekelešev s Sicilijo in Terešev s Tirenci, so temeljile na podobnosti imen. Nuraško lončenino za domačo rabo so med izkopavanji leta 2010 in 2017 odkrili v Pyla Kokkinokremosu, utrjenem naselju na Cipru. Najdišče je datirano med 13. in 12. stoletje pr. n. št., se pravi v obdobje invazij Ljudstev z morja. Najdbe so arheologa Vassosa Karageorghisa privedle do sklepa, da so bili Šerdeni nuraški Sardinci. Šerdeni so po njegovem mnenju najprej prišli na Kreto, kjer so se pridružili Krečanon na ekspediciji na vzhod na Ciper.
V veliki zbirki nuraških kipcev so številni vojščaki z rogatimi čeladami, šerdenskim podobnimi krili in okroglimi ščiti. Kipci so iz 10. in 9. stoletja pr. n. št., nedavne raziskave pa so dokazale, da so jih začeli izdelovati že v 13. stoletju pr. n. št. Na Sardiniji so odkrili meče, enake šerdenskim, izdelane okoli leta 1650 pr. n. št.
Rasna, kot so Etruščani imenovali sami sebe, ni tirenska izpeljanka, čeprav se je domnvalo, da izvira iz starejše oblike T'Rasna. Etruščanski jezik je razvozlan samo delno. Imel je več različic. Etrščanskemu jeziku je zelo podoben lemnoški jezik z otoka Lemnos v severnem Egejskem morju. Tja so ga zanesli verjetno etruščanski popotniki in kolonisti preden jih je uničil Rim.
Za vse to ni nobenega arheološkega dokaza. Edini dokaz je mikenska lončenina IIIC, ki je bila razširjena po vseh tistih delih Sredozemlja, ki so bili povezani z Ljudstvi z morja, in ozemljih, povezanih z nasilno ali postopno kulturno izmenjavo. Stara teorija, da so Šerdeni in Šekeleši prinesli imena s seboj s Sardinije in Sicilije, morda ne velja prav za ta velika otoka, kaže pa proti njima. Teorijo do neke mere sprejemata tudi Eric Cline in Trevor Bryce, ki sicer razlagata, da so nekatera Ljudstva z morja izvirala iz propadajočega Hetitskega cesarstva. Giovanni Ugas je prepričan, da Šerdeni izvirajo s Sardinije.

### Hipoteza, povezana z lakoto v Anatoliji
Herodot v svojih Zgodbah  opisuje tavanje in selitev Lidijcev iz Anatolije zaradi lakote:
V času kralja Atisa, sina Manesa, je bilo v celi Lidiji veliko pomanjkanje. Kralj je zato svoje ljudstvo razdelil na dva dela. Polovica ljudi je ostala v Lidiji, druga polovica pa jo je zapustila. Emigrante je vodil njegov sin Tiren. Ko so prišli do Smirne, so emigranti zgradili ladje. Prepluli so številne dežele in prišli v Umbrijo, kjer so se naselili in se preimenovali v Tirence.
Žito za Hetite omenja tudi tablica RS 18.38 iz Ugarita, kar kaže na dolgotrajno lakoto kot posledico suše.
Barry Weiss je s pomočjo Palmerjevega sušnega indeksa za 35 vremenskih postaj v Grčiji, Turčiji in na Bližnjem vzhodu pokazal, da bi zaradi suše, kakršna se je na tem ozemlju začela januarja 1972, propadla vsa bronastodobna anatolska mesta. Suša bi zlahka ustvarila ali pospešila socialno-gospodarske probleme in privedla do vojn. 
Brian Fagan je pred kratkim pokazal, kako so vlažne vremenske fronte z Atlantika, ki so sredi zime skrenile severno od  Pirenejev in Alp  v Srednji Evropi povzročile obilne padavine, v vzhodnem Sredozemlju pa sušo. Nedavne paleoklimatološke raziskave so pozazale nekaj podobnega: severnoatlantska oscilacija je tudi v bronasti dobi povzročila vremensko motnjo in sušo v vzhodnem Sredozemlju.

### Invazijska hipoteza
Izraz invazija se uporabljala za obdobje dokumentiranih napadov agresorjev, ki niso bili iz vzhodnega Sredozemlja. Pogosto se je domnevalo, da so bili napadalci iz širšega egejskega sveta in ne z Egejskega morja, ker je veliko migracijskih valov prihajalo od doline Donave do Daljnega vzhoda.  Tako obsežna gibanja so bila zagotovo povezana z več kot enim ljudstvom ali kulturo, zato jih Finley ne imenuje gibanje, ampak motnja:
Vse kaže na obsežna gibanja ljudstev.. izvorno središče motnje je bila evropska karpatsko-donavska regija … zgleda, da so bili pritiski od tod usmerjeni v več smeri in v različnih časovnih obdobjih.
Za motnje v Podonavju je mogoče, da so se dogajale v različnih časovnih obdobjih, za egejsko regijo pa to zagotovo ne velja, ker so se vsa uničenja zgodila v obdobju okoli leta 1200 pr. n. št. V tem kratkem času se je zgodila hipotetična invazija Dorcev, napadi Ljudstev z morja, ustanovitev filistejskih kraljestev v Levantu in propad Hetitskega cesarstva. Robert Drews je objavil karto s kar 47 uničenimi velikimi utrjenimi naselji. Večina naselij je bila v Levantu, nekaj tudi v Grčiji in Anatoliji.

### Zgodnje teorije o Ljudstvih z morja
- Greene, J. B. (1855). Fouilles exécutées à Thèbes dans l'année 1855: textes hiéroglyphiques et documents inédits [Excavations at Thebes in the year 1855: hieroglyphic texts and unpublished documents] (v francoščini). Librairie de Firmin Didot Frères.
- de Rougé, Emmanuel (1855), Notice de Quelques Textes Hiéroglyphiques Récemment Publiés par M. Greene [Note on Some Hieroglyphic Texts Recently Published by Mr. Greene] (v francoščini), E. Thunot
- Brugsch, Heinrich Karl (1858). Geographische Inschriften altägyptischer Denkmäler [Geographical inscriptions of ancient Egyptian monuments] (v nemščini). Volume 1, Volume 2, Volume 3
- de Rougé, Emmanuel (1867). »Extraits d'un mémoire sur les attaques dirigées contre l'Egypte par les peuples de la Méditerranée vers le quatorzième siècle avant notre ère« [Izvlečki memoarja o napadih na Egipt s strani sredozemskih ljudstev v 14. stoletju pr. n. št.]. Revue Archéologique (v francoščini). 16: 81–103. JSTOR 41734557. Različica na Google books
- Chabas, François Joseph (1872). Étude sur l'antiquité historique d'après les sources égyptiennes et les monuments réputés préhistoriques [Study of ancient history according to Egyptian sources and prehistoric monuments] (v francoščini). Maisonneuve. str. 299–.
- Maspero, Gaston (1881). »Notes sur quelques points de Grammaire et d′Histoire«. Zeitschrift für Ägyptische Sprache. 19 (1–4): 116–131. doi:10.1524/zaes.1881.19.14.116. ISSN 2196-713X.
- Müller, Wilhelm Max (1888). »Notes on the "peoples of the sea" of Merenptah«. Proceedings of the Society of Biblical Archæology. x: 147–154 and 287–289.
- Maspero, Gaston (1896),  Archibald Sayce (ur.), Struggle of the Nations: Egypt, Syria and Assyria (English izd.), Society for Promoting Christian Knowledge, str. 461–470

### Sekundarni viri
- Beckerath, Jürgen von (1997). Chronologie des Pharaonischen Ägypten. Mainz. Mainz.
- Beckman, Gary, "Hittite Chronology", Akkadica, 119/120 (2000).
- Breasted, J.H. (1906). Ancient Records of Egypt: historical documents from the earliest times to the Persian conquest. Chicago: The University of Chicago Press. Volume II on the 19th Dynasty is available for download from Google Books.
- Bryce, Trevor (2005). The Kingdom of the Hittites. Oxford University Press. ISBN 978-0-19-927908-1.
- Chadwick, John (1976). The Mycenaean World. Cambridge: Cambridge University Press. ISBN 978-0-521-21077-5.
- Cline, Erich, H. (2014). 1177 B.C.: The Year Civilization Collapsed. Princeton, NJ: Princeton University Press. ISBN 978-0-691-14089-6.
- D'Amato R., Salimbeti A. (2015). The Sea Peoples of the Mediterranean Bronze Age 1450–1100 BC. London: Osprey.
- Dothan, Trude & Moshe (1992). People of the Sea: The search for the Philistines. New York: Scribner.
- Dothan, Trude K. (1982). The Philistines and Their Material Culture. Jerusalem: Israel Exploration Society.
- Drews, Robert (1995). The End of the Bronze Age: Changes in Warfare and the Catastrophe of ca. 1200 B.C. Princeton, New Jersey: Princeton University Press. ISBN 978-0-691-04811-6.
- Drews, Robert (1992), »Herodotus 1.94, the Drought ca. 1200 B.C., and the Origin of the Etruscans«, Zeitschrift für Alte Geschichte, 41 (1): 14–39, JSTOR 4436222
- Finley, M.I. (1981). Early Greece:The Bronze and Archaic Ages:New and Revised Edition. New York, London: W.W. Norton & Co. ISBN 978-0-393-01569-0.
- Gardiner, Alan H. (1947). Ancient Egyptian Onomastica. London: Oxford University Press. 3 vols.
- Grant, Michael (1969). The Ancient Mediterranean. New York: Charles Scribner's Sons.
- Grimal, Nicolas (1992). A History of Ancient Egypt. Oxford: Blackwell.
- Hasel, Michael G. (1998). Domination and Resistance: Egyptian Military Activity in the Southern Levant, ca. 1300–1185 B.C. Brill Academic Publishers. ISBN 978-90-04-10041-1.
- Hall, Henry R. (1922). »The Peoples of the Sea. A chapter of the history of Egyptology«. Recueil d'Études égyptologiques Dédiées à la Mémoire de Jean-François Champollion: 297–329.
- Killebrew, Ann E. (2013), »The Philistines and Other "Sea Peoples" in Text and Archaeology«, Society of Biblical Literature Archaeology and biblical studies, Society of Biblical Lit, zv. 15, ISBN 978-1-58983-721-8
- Kelder, Jorrit M. (2010). »The Egyptian Interest in Mycenaean Greece«. Jaarbericht "Ex Oriente Lux" (JEOL). str. 125–140.
- Kitchen, K.A. (2003). On the Reliability of the Old Testament. William B. Eerdsman Publishing Co.
- Manassa, Colleen (2003). The Great Karnak Inscription of Merneptah: Grand Strategy in the Thirteenth Century BC. New Haven: Yale Egyptological Seminar, Department of Near Eastern Languages and Civilizations, Yale University. ISBN 978-0-9740025-0-7.
- Mazar, Amihai (1992). Archaeology of the Land of the Bible: 10,000–586 B.C.E. Doubleday. ISBN 978-0-385-42590-2.
- Nibbi, Alessandra (1972). The Sea Peoples: A Re-examination of the Egyptian Sources. Church Army Press and Supplies.
- O'Connor, David B.; Cline, Eric H. (2003). »The Mystery of the 'Sea Peoples'«.  V David B. O'Connor and Stephen Quirke (ur.). Mysterious Lands. Routledge. str. 107–138. ISBN 978-1-84472-004-0.
- Oren, Eliezer D. (2000). The Sea Peoples and Their World: A Reassessment. University of Pennsylvania Press. ISBN 978-1-934536-43-8.
  - Chapter 16: Vagnetti, Lucia (2000), Western Mediterranean overview: Peninsular Italy, Sicily and Sardinia at the time of the Sea peoples
- Redford, Donald B. (1992). Egypt, Canaan, and Israel in Ancient Times. Princeton, New Jersey: Princeton University Press. ISBN 978-0-691-03606-9.
- Sandars, N.K. (1987). The Sea Peoples: Warriors of the ancient Mediterranean, Revised Edition. London: Thames and Hudson. ISBN 978-0-500-27387-6.
- Sherratt, Susan (1998),  Gitin, Seymour; Mazar, Amichai; Stern, Ephraim (ur.), »"Sea Peoples" and the economic structure of the late second millennium in the eastern Mediterranean«, Mediterranean Peoples in Transition: Essays in Honor of Trude Dothan, Israel Exploration Society, str. 292–313
- Silberman, Neil A. (1998),  Gitin, Seymour; Mazar, Amichai; Stern, Ephraim (ur.), »The Sea Peoples, the Victorians, and Us«, Mediterranean Peoples in Transition: Essays in Honor of Trude Dothan, Israel Exploration Society, str. 268–275, arhivirano iz prvotnega spletišča dne 27. septembra 2015, pridobljeno 8. januarja 2019
- Vandersleyen, Claude (1985). »Le dossier egyptien des Philistins«.  V Edward Lipiński (ur.). The Land of Israel: Cross-roads of Civilizations : Proceedings of the Conference Held in Brussels from the 3th to the 5th of December 1984 to Mark the Twenty-fifth Anniversary of the Institute of Archaeology Queen Elisabeth of Belgium at the Hebrew University of Jerusalem : in Memory of Prof. Y. Yadin and Prof. Ch. Perelman. Peeters Publishers. str. 39–54. ISBN 978-90-6831-031-3.
- Vermeule, Emily (1964). Greece in the Bronze Age. Chicago and London: The University of Chicago Press.
- Wood, Michael (1987). In Search of the Trojan War. New American Library. ISBN 978-0-452-25960-7.
- Woudhuizen, Frederik Christiaan (1992). The Language of the Sea Peoples. Amsterdam: Najade Press. ISBN 978-90-73835-02-3.
- Woudhuizen, Frederik Christiaan (2006). The Ethnicity of the Sea Peoples (Ph.D.). Erasmus Universiteit Rotterdam, Faculteit der Wijsbegeerte.
- Zangger, Eberhard (2001). The Future of the Past: Archaeology in the 21st Century. London: Weidenfeld & Nicolson. ISBN 978-0-297-64389-0.